# Ultimate Comics: New Ultimates
Ultimate Comics: New Ultimates — ограниченная серия комиксов из пяти выпусков, опубликованная издательством Marvel Comics в период с марта 2010 по февраль 2011 года. Автором серии стал писатель Джеф Лоуб, работавший над двумя приквелом — серией The Ultimates 3, а также связанной сюжетной линией Ultimatum. В серии взамен старой команде Ultimates образуется новая, New Ultimates, куда вошли Капитан Америка, Тор, Соколиный глаз, Валькирия, Чёрная Пантера, Ка-Зар и другие.

## Синопсис
Команда Ultimate Защитников нападает на Железного человека и Соколиного глаза на Трискелионе, объекте Щ.И.Т. Им на помощь приходят Капитан Америка, Валькирия и Зерда, но Защитникам удаётся похитить у Валькирии молот Тора, Мьёльнир. Между тем в Центральном парке Шанна, Ка-Зар и Чёрная Патера встречают Локи, который прибыл на Землю с целой армией монстров.
Чтобы помочь вернуть Мьёльнир, Хела, правительница  Хельхейма, соглашается отпустить Тора из Вальгаллы в обмен на сына. Тем временем у Тони Старка и нового директора Щ. И. Т. Кэрол Дэнверс развиваются романтические отношения.

## Коллекционные издания
Ultimate Comics: New Ultimates была собрана в коллекционном томе:
| Название                                   | Включенные материалы                | ISBN               |
| ------------------------------------------ | ----------------------------------- | ------------------ |
| Ultimate Comics New Ultimates: Thor Reborn | Ultimate Comics: New Ultimates #1—5 | ISBN 0-7851-3994-X |